# Zonrör

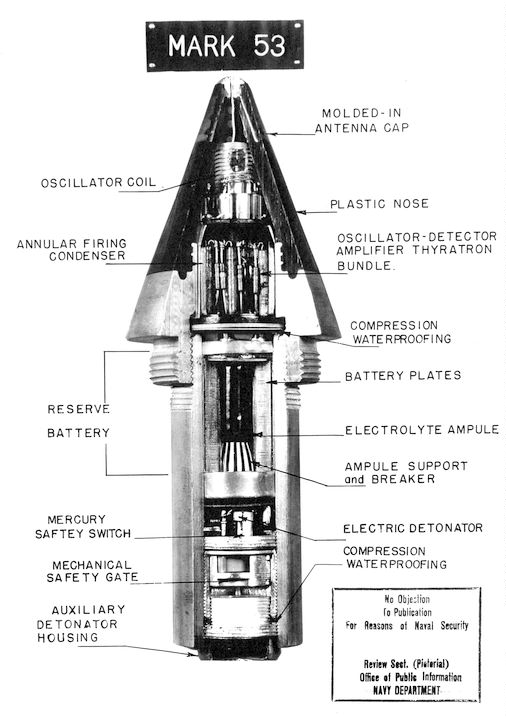
Ett äldre zonrör i genomskärning

Zonrör är ett tändrör som används till robotar och till granater för artilleripjäser, granatkastare och luftvärnskanoner. 
Zonröret utlöser på ett visst avstånd (några meter) från målet eller från marken. För luftvärn betyder det att granaten inte behöver träffa målet direkt, utan det räcker att flygplanet kommer inom zonrörets räckvidd. Träffytan ökar på det sättet flera tiotals gånger. Granater med zonrör för luftvärn är ofta kulspränggranater som har ett stort antal kulor av hårdmetall som slungas ut vid krevaden. Kulorna bromsas mindre av luftmotståndet och har högre genomslagsförmåga än splitter. . 
Mot markmål används zonrör för att få krevaden några meter ovanför marken, luftbrisad. Splittren kommer då att komma i en brantare vinkel mot marken och har större sannolikhet att träffa en fiende som befinner sig i skydd. Granater med zonrör har ungefär dubbla verkan mot trupp jämfört med granater som briserar i markytan, ögonblicksbrisad. Spränggranater utförs även för att studsa först, studsbrisad, eller med tidsfördröjning, fördröjningsbrisad. Kontrollerad luftbrisad är möjlig eftersom en skjuten projektil rör sig enligt en "parabolisk" ballistisk kurva, se projektilbana.

## Funktionssätt
Den vanligaste typen är radarbaserade zonrör. Dessa sänder ut en kontinuerlig radiosignal efter utskjutningen. När de närmar sig marken eller ett flygplan reflekteras en del av den utsända signalen och fångas upp av en mottagare i zonröret. På grund av granatens rörelse (dopplereffekten) har den reflekterade signalen en något högre frekvens än den utsända. Skillnaden mellan den utsända signalen och den mottagna skapar interferens och den så uppkomna signalen känns av och utlöser zonröret när den når ett förbestämt värde. Eftersom zonröret känner av signalstyrka, och inte direkt mäter avståndet, påverkas brisadhöjden av om marken reflekterar dåligt (torr mark) eller bra (våt mark). På vissa zonrör är det därför möjligt att justera känsligheten innan avfyrning.
Främst på jakt- och luftvärnsrobotar förekommer laserzonrör. Laserdioder sänder ut korta pulser (10-30 ns). Mottagare känner av reflexer och utlöser zonröret om reflexen kommer inom tillräckligt kort tid efter den utsända pulsen.
Zonrör har också en anslagsfunktion så att de utlöser om de skulle träffa målet direkt.

## Historik
Storbritannien, Tyskland och USA gjorde utveckling för att få fram proximitetsutlösta projektiler redan under 1930-talet, men det var först under senare delen av andra världskriget som de kunde användas praktiskt. USA använde dem för luftvärn mot japanska kamikaze-anfall. Bruk mot trupp tilläts inte förrän vid ardenneroffensiven i december 1944 för att inte tyskarna skulle kunna komma över obriserade exemplar och få kunskap om tekniken, eftersom de inte hade kommit lika långt. Zonröret anses vara ett av de viktigare teknologiska framstegen under kriget. Man tog även fram lösningar med optisk, akustisk, magnetisk och tryckkänslig närhetsavkänning, förutom högfrekvens.